# Dingé
Dingé is een gemeente in het Franse departement Ille-et-Vilaine (regio Bretagne). De plaats maakt deel uit van het arrondissement Rennes. Dingé telde op 1 januari 2022 1.690 inwoners. In de gemeente ligt de spoorweghalte Dingé.

## Geografie
De oppervlakte van Dingé bedroeg op 1 januari 2022 52,89 vierkante kilometer; de bevolkingsdichtheid was toen 32 inwoners per km².

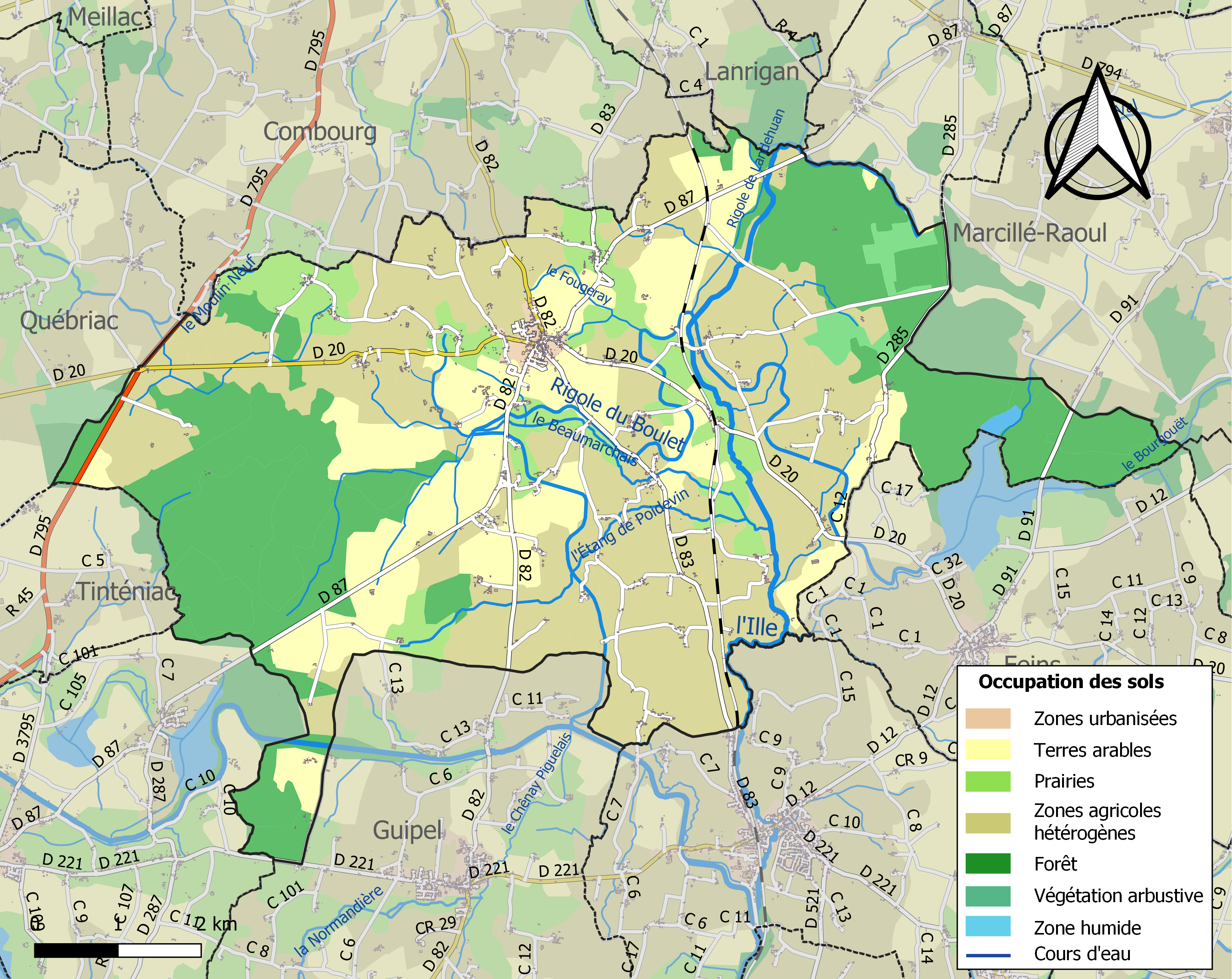
Kaart van de gemeente met belangrijkste infrastructuur, bodemgebruik en omliggende gemeenten

## Demografie
Onderstaande figuur toont het verloop van het inwonertal (bron: INSEE-tellingen).